# Themone bambino
Themone bambino är en fjärilsart som beskrevs av Felix Bryk 1953. Themone bambino ingår i släktet Themone och familjen Riodinidae. Inga underarter finns listade i Catalogue of Life.